# Kotlik
Kotlik é uma cidade localizada no estado americano de Alasca, no Wade Hampton Census Area.

## Demografia
Segundo o censo americano de 2000, a sua população era de 591 habitantes.
Em 2006, foi estimada uma população de 638, um aumento de 47 (8.0%).

## Geografia
De acordo com o United States Census Bureau, a localidade tem uma área de 12,1 km², dos quais 9,9 km² cobertos por terra e 2,2 km² cobertos por água.

## Localidades na vizinhança
O diagrama seguinte representa as localidades num raio de 96 km ao redor de Kotlik.